# 경인북길
경인북길(Gyeonginbuk-gil)은 인천광역시 미추홀구 용현동에서 주안동을 거쳐 도화동까지 이르는 인천광역시도로, 총 연장은 2.511 km이다. 도로의 명칭이 유래된 것은 경인고속도로(지금의 인천대로)를 중심으로 북쪽 측면을 통과하는 도로로 따왔기 때문이다.

## 역사
- 2009년 9월 17일 : 도로명으로 경인북길을 고시

## 주요 경유지
- 미추홀구
  - 용현3동 - 용현1·4동 - 주안2동 - 도화1동

## 접촉하는 도로
- 용마루로
- 독배로
- 비룡길
- 인주대로
- 수봉로
- 경인로 (국도 제42호선, 국도 제46호선)

## 특이 사항
인천대로의 인하대 나들목에서는 서인천, 서울 방면의 경인남길만 진입로를 열어둔 것과 달리, 경인북길의 경우, 인천 나들목 방면 진출로가 개설되어 있지 않는 상태이다. 그러나 경인북길 진출로 개설 시점은 용현4구역 주택 재개발 사업과 보조를 맞추어 개시될 예정에 있다.

## 같이 보기
- 경인남길